# Municipio de La Grandeza
El municipio de La Grandeza es un municipio mexicano que se ubica cerca en los límites del estado mexicano de Chiapas con Guatemala. Su cabecera municipal es la localidad del mismo nombre.
La Grandeza se encuentra en la Sierra Madre de Chiapas por lo que tiene un de relieve montañoso.
Colinda al norte con el municipio de Bella Vista, al este con Bejucal de Ocampo y Amatenango de la Frontera, al sur con El Porvenir  y al oeste con Siltepec.

## Geografía

### Extensión

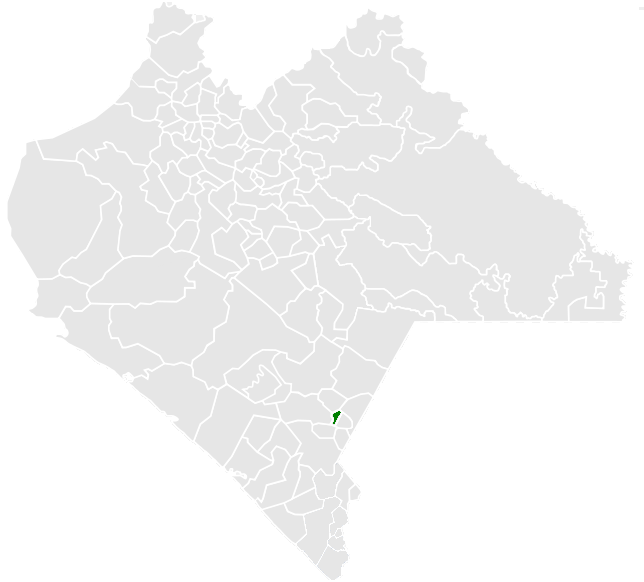
Municipio de La Grandeza en Chiapas.

Su extensión territorial representa el 2.45% de la superficie de la región Sierra y el 0.06% de la superficie estatal.

### Orografía
En el municipio existen zonas semiplanas, sin embargo la mayoría del territorio son terrenos accidentados por estar situada en la sierra de Chiapas. 

### Hidrografía
Los ríos Grandeza, Toquín y Palmar Grande, los arroyos: El Chorro, Banderas, Reforma, Toquín, Pinada y Llano Grande.

### Clima
Semicálido húmedo en lluvias en verano, la temperatura media anual en la cabecera municipal es de 22C y una precipitación pluvial de 1,900 mm anuales.

### Vegetación
Bosque de pino y encino con abundante en subespecies.

### Fauna
Conejo, ardilla, tlacuache, armadillo, paloma, torcaza, tórtola, culebra, venado, zorrillo, tuzas, gato de monte, comadreja, gavilán.

### Geomorfología
El municipio está constituido geológicamente por terrenos del cretácico inferior, los tipos de suelo predominantes son: andosol, su uso es principalmente agrícola correspondiendo la totalidad de su superficie a terrenos ejidales.

### Tradiciones
Celebración en honor a Santa Cecilia, San Juan de Dios, San Antonio y San Juan Bautista.

### Artesanías
Se elabora jabón de cera, cestería y textiles.

### Gastronomía
Mole, tamales de carne, masa de maíz y chipilin, mole de guajolote, caldos de gallina de rancho, guizados de yerbamora, quesadillas tradicionales de la región, pan de horno.

### Centros Turísticos
Cascada Llano Grande o El Chorro, el cenote Miramar y las Cuevas de Bartolomé.
Frutas de la región
Una de las frutas más cosechadas de la región es la manzana, durazno, mora, chilacayote, pera, entre otras.

## Localidades
En el censo de 2020 el municipio de La Grandeza contaba con 47 localidades.
| Código INEGI      | Localidad         | Población (2020) |
| ----------------- | ----------------- | ---------------- |
| 070360001         | La Grandeza       | 1 502            |
| Otras localidades | Otras localidades | 6 199            |
| Total municipal   | Total municipal   | 7 701            |